# 若夫奇夫
49°21′33″N 24°43′6″E / 49.35917°N 24.71833°E
若夫奇夫（烏克蘭語：Жовчів），是烏克蘭西部的村莊，隸屬伊萬諾-弗蘭科夫斯克州的伊萬諾-弗蘭科夫斯克區。該村始建於1430年，面積6.14平方公里，2001年人口713，人口密度每平方公里116.2人。